# Главаци
Глава̀ци е село в Северозападна България. То се намира в община Криводол, област Враца.

## География
Главаци се намира на 18 км западно от Враца, по десния бряг на р. Ботуня. В съседство са селата Краводер – на изток, Долно Озирово и Стояново – на юг, Ботуня – на запад и Сумер – на север.

## История
В документи отпреди Освобождението селото фигурира с имената Овяни и Иглавиче. Първоначално се е намирало в местността „Изворо“, постепенно се премества на сегашното си място. Обявено е за село-първенец по благоустрояване в НРБ по времето на Тодор Живков – 1956 – 1958. В недалечното минало, в селото имало уникален воден часовник. Дело на местния ерудит и изобретател Ангел Кузманов.
Вграденият в селската чешма часовников механизъм бил задвижван от водна капка точно през една секунда.
Ето какво пише за Главаци в уникалния си труд „От Искър до Огоста“ краеведът Богдан Николов:
„Население: 1910 г. – 815 жители, 1926 г. – 815 жители, 1926 – 944 жители, 1934 – 1026 жители, 1946 – 1121 жители, 1965 – 901 жители, 1975 – 71 6жители, 1985 – 675 жители, 1992 -415 жители.
Намира се на 18 км северозападно от Враца и е разположено на хълма Орган в равна лъка на десния бряг на река Ботуня. Землището му заема площ от 17 274дка и граничи на изток с Краводер, на юг-с. Долно Озирово /Сердар/ Стояново, на запад с. Дупляк /днес преименувано на с. Ботуня/, на север със село Сумер. В района на селото са намерени няколко монетни съкровища-варварски имитации на сребърни тетрадрахми от времето на македонския владетел Филип III Аридей; Сребърни монети сечени от името на българския цар Иван Александър /1331 – 1371 г./ и трета находка от западноевропейски и турски сребърни монети от XVIII в./Герасимов, т., ИАИ, XI, 1937; ИАИ, XVII, 1950, c316 и ИАИ, XXVIII, 1965, c.247/.
Селото се споменава с днешното си жителско име в османски документ от средата на XV век: „Тимар в село Овяни, наречено още Иглавиче, домакинства 38...“ . Невъзможно да се обясни защо селото е записано в този регистър с две имена. Но е съвсем сигурно, че жителското си име е придобило преди края на XV в. Според едно местно предание селото е било най-напред при извора „Изворо“, но поради чумна епидемия се е преместило в местността Дудовец и после на сегашното си място. Старата носия на жителите на селото до края на миналия век е била бялодрешковска. Село Главаци е последното село в зоната на „а“ говорите. За тази зона е характерно, че старобългарската носовка се произнася като „а“, но може и „ъ“: каща вм.къща; пат вм.път; заб вм. зъб и пр. Съществителните от мъжки род, трето лице, ед.число се членуват на „о“ коньо, пато, брего вместо коня, пътя, брега и пр.
Стари родове в Главаци са Алачете, Ановци, Антовци, Бараците, Божиновци. Василовци (Бешковци и Митринци), Витанците (Лозановци), Връбанчовци, Гаджовци, Герговци, Гоцовци, Динчовци, Йошовци, Катарците, Кисалковци, Кожуарците, Коновци, Кюлофарете, Лишковци (Тунинци), Масларците, Минчовци, Мотишовци, Мульовци, Неновци, Пунчовци, Страчовци, Табаците, Тановци, Чучуците и Янкинци.
Придошли родове които са се заселили в средата на ХIX в. в село Главаци са Андовците и Чорбарете от с. Сумер, Банянците от с. Баня, околия Монтана, Белореченете-от с. Горна Бела Речка, Дулдурете и Торлаците от с. Дупни връх (дн. Дружево), Гицковци от с. Горно Озирово, Клисурците – от с. Клисура (дн. Бързия), Ордакьовци от с. Дупляк (дн. Ботуня) и Тасовци от с. Черкаски (бивше с. Хаджийска Махала).
В топонимията на село Главаци има много старинни имена, които са изчезнали от употреба. Такива са Орган, Креща, Обреща, Щуто и др.

## Население
Преброяване на населението през 2011 г.
Численост и дял на етническите групи според преброяването на населението през 2011 г.:
|                     | Численост | Дял (в %) |
| Общо                | 247       | 100,00    |
| Българи             | 164       | 66,39     |
| Турци               | 0         | 0,00      |
| Цигани              | 0         | 0,00      |
| Други               | 0         | 0,00      |
| Не се самоопределят | 0         | 0,00      |
| Неотговорили        | 81        | 32,79     |

## Обществени институции
Направена е първа копка за построяване на параклис, който ще се казва „Света Петка Параскева“.

## Културни и природни забележителности
Множество пещери и водоеми (язовири) и река с условия за риболов.

## Редовни събития
Съборът на селото се прави в първата събота след Петковден.